# 아답토젠

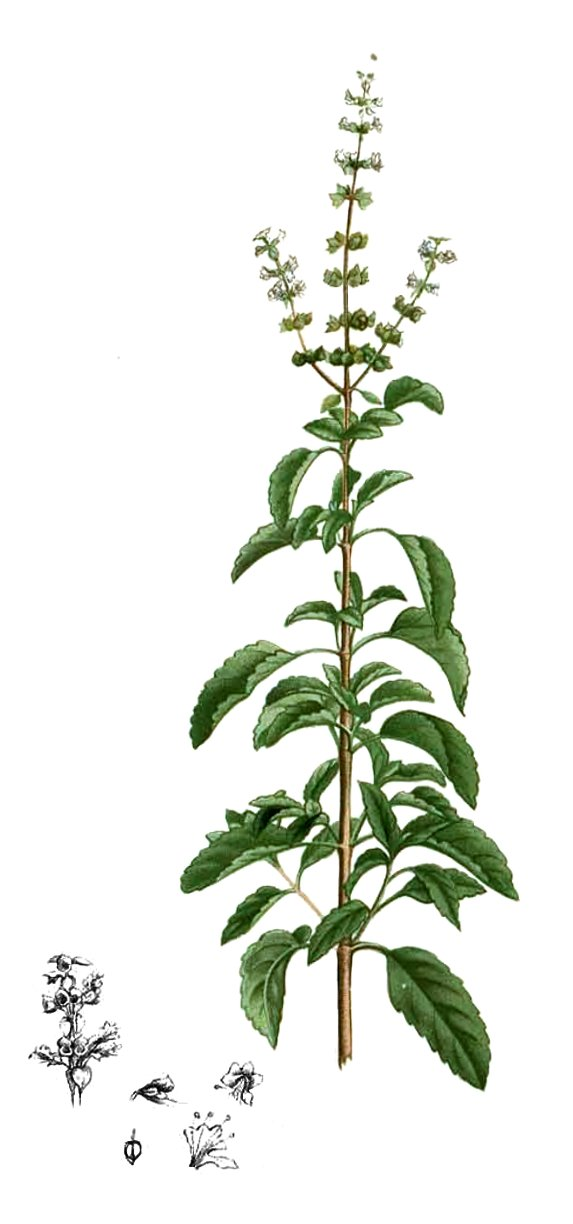
홀리바질(Holy Basil/Tulsi/Ocimum Sanctum), 아답토젠 대표 식물군

아답토젠(러시아어:Адаптогены, 영어:Adaptogen)은 다양한 스트레스에 대한 적응력을 향상시켜주는 항스트레스성 자연물질이다. 아답토젠에 대한 인식은 수천년 전부터 고대인도의학 아유르베다(Ayurveba)와 중국전통의학 중의학(TCM)등, 특히 동양의학에서 다양한 불균형을 조절하고 에너지를 증가시켜주는 우수한 자연강장제로써 오랫동안 전해져왔다.
아답토젠에 대한 본격적인 과학연구는 1947년, 구소련의 Nicolaï Lazarev 박사에 의해 정확한 개념이 정립되었고 인삼(Ginseng), 동충하초(Cordyceps), 홀리바질(Tulsi)등의 특정 식물에서 스트레스에 대한 신체 적응력을 높여주는 물질(아답토젠:Adapt+o+gen)을 발견했다. 1968년, 공식적으로 Israel I. Brekhman와 I. V. Dardymov가 아답토젠의 기능을 정의했다.
정의에 따르면, 아답토젠은 스트레스로 인해 생겨난 심리적 변화를 정상상태로 유도하는 성질을 가졌으며 적정량을 복용하였을 경우 인체에 무해하고 다양한 종류의 스트레스에 대한 보호능력을 만들어주어 신체에 끼친 모든 영향들을 정상화하는 기능을 가졌다고 한다. 이외에 유럽권 의학연구에서는 식물의 어떤 화학구조가 정확하게 아답토젠의 효능을 가지는지 판단하기 어렵다고 정의내렸지만 일부 식물학자들은 아답토젠의 유효성이 확인 된 식물들은 공통적으로 사포닌(Saponin), 식물성스테롤(Sterol), 피토엑디스테로이드(Phytoecdysteroids)등의 천연물질을 포함하고 있어서 각각 면역체계를 활성화하고 활력을 증진시키는 등 서로 조화롭게 효능을 나타낸다고 주장했다.
현재 아답토젠의 효능을 가진 식물들은 전 세계적으로 추출액, 분말, 환, 캡슐 등 다양한 형태로 제조되어 유통되고 있으며, 미국 뉴욕 등지에서는 인도의 요가(Yoga), 마인드풀니스(Mindfulness), 위빠사나(Vipassanā) 명상 등을 비롯해서 스트레스, 불안장애, 우울증 등에 취약한 현대인의 멘탈관리 목적으로 사용되고 있다.

## 식물
현재까지 과학연구를 통해 아답토젠의 유효성이 확인 된 식물들은 다음과 같다.
- 홀리바질 (Holy Basil/Ocimum sanctum)
- 동충하초 (Cordyceps/Cordyceps sinensis)
- 홍경천 (Rhodiola/Rhodiola rosea)
- 오미자 (Schisandra/Schisandra chinensis)
- 인삼 (Ginseng/Panax ginseng)
- 영지버섯 (Reishi/Ganoderma lucidum)
- 감초 (Licorice/Glycyrrhiza glabra)
- 더덕 (Dang Shen/Codonopsis pilosula)
- 마카 (Maca/Lepidium meyenii)
- 뻐꾹채 (Rhaponticum/Rhaponticum carthamoides/Stemmacantha carthamoides)
- 가시오갈피 (Eleuthero/Eleutherococcus senticosus)
- 차가버섯 (Chaga mushroom/Inonotus obliquus)
- 아슈와간다 (Ashwagandha/Withania somnifera)
- 실라짓 (Shilajit/Ashphaltum bitumen)
- 구두치 (Guduuchi/Tinospora cordifolia)
- 자오굴란 (Jiaogulan/Gynostemma pentaphyllum)